# Cuchbalam
Cuchbalam es una población del municipio de Cuzamá en el estado de Yucatán, México.

## Toponimia
El nombre (Cuchbalam) proviene del idioma maya.

## Demografía
Según el censo de 2005 realizado por el INEGI, la población de la localidad era de 0 habitantes.
| 5                           | 0 | 3 | 6 | 0 | 4 | 5 | 8 | 10 | 0 | 0 | 0 | 0 |
| (Fuente: INEGI [Consultar]) |   |   |   |   |   |   |   |    |   |   |   |   |